# Lespugue
Lespugue település Franciaországban, Haute-Garonne megyében. Lakosainak száma 79 fő (2022. január 1.). Lespugue Blajan, Charlas, Montmaurin és Sarremezan községekkel határos.

## Népesség
A település népességének változása:
| Lakosok száma | 137  | 107  | 84   | 77   | 79   | 80   | 81   | 83   | 86   | 79   |
|               | 1968 | 1982 | 1990 | 2006 | 2013 | 2015 | 2017 | 2019 | 2020 | 2022 |